# Nodame Cantabile
Nodame Cantabile (のだめカンタービレ?, Nodame Kantābire) è un manga josei scritto e disegnato da Tomoko Ninomiya e pubblicato in Giappone dalla Kōdansha nella rivista Kiss dal 2001 al 2009 e successivamente raccolto in 23 tankōbon. La serie è incentrata su un gruppo di studenti di musica ed ha avuto un buon successo di critica e pubblico: nel 2004 la serie ha ricevuto il Premio Kodansha per i manga per titoli shōjo, ed il volume 19, messo in vendita nel novembre 2007, nella sua prima settimana di vendita è stato il più venduto in tutto il Giappone, mentre il volume 17 è stato il 3º manga più venduto di tutto il 2007.
La serie è stata adattata come serie TV live action (dorama) nel 2006 (con due film-special conclusivi nel 2008), come anime a partire dal 2007, come videogioco per Nintendo DS, PlayStation 2 e Nintendo Wii nello stesso anno, e come film per il cinema con due lungometraggi nel 2009 e 2010.
Negli Stati Uniti d'America i diritti di pubblicazione del fumetto sono stati acquistati dalla Del Rey Manga, mentre in Italia la Star Comics lo ha pubblicato dal 2 settembre 2010 al 3 settembre 2012 sulla testata Up.

## Trama

Nodame e Shin'ichi Chiaki nell'anime

Shin'ichi Chiaki è il miglior allievo del conservatorio Momogaoka: bravissimo in tutto quello che fa, eccellente al pianoforte ed al violino, considera mediocri ed a lui inferiori tutti gli altri studenti della scuola; ha però una forte paura per aerei, navi e mezzi di trasporto, e per questo non può andare a studiare in Europa dove potrebbe realizzare il suo sogno di diventare un direttore d'orchestra studiando con il maestro Sebastiano Vieira che conobbe da bambino. Un giorno Shin'ichi sente il secondo movimento della Pathétique di Beethoven suonato in maniera sgangherata, ma toccante e formidabile: a suonare è Megumi Noda, soprannominata "Nodame", una studentessa dotata di un grande talento come pianista, ma dall'aspetto dimesso ed estremamente trasandata. Shin'ichi scopre che Nodame è anche la sua vicina di casa di cui non si era mai accorto, e data la sua insofferenza per la sporcizia ed il disordine, si dedica alle pulizie di casa sua ed a prepararle da mangiare in maniera decente in una sorta di rapporto "padrona-schiavo" (come la vede lei) o "padrone-cagnolino" (come la vede lui).
Shin'ichi e Nodame cominceranno a trovarsi sempre più spesso a suonare insieme a lezione o nell'orchestra della scuola messa su dal maestro tedesco Franz von Stresemann che raccoglie gli elementi peggiori del conservatorio: lui insegnerà a lei la disciplina musicale (Nodame preferisce suonare ad orecchio piuttosto che leggere lo spartito), e lei trasmetterà a lui la sua forte componente emotiva. Nodame si innamora velocemente di Shin'ichi e cammina al suo fianco aggrappandosi al suo braccio e chiamandolo "maritino", ma al contrario passa molto tempo prima che lui cominci ad apprezzare le insolite qualità di lei. La loro relazione consente ad entrambi di crescere e svilupparsi: grazie a Nodame, Shin'ichi ha l'opportunità di dirigere un'orchestra studentesca ed inizia ad apprezzare le abilità musicali delle altre persone; grazie a Shin'ichi, Nodame affronta le sue paure ed entra in una gara di pianoforte. Queste opportunità aprono ad entrambi una strada piena di rischi, spingendo entrambi più lontano di quanto avessero mai immaginato.

## Personaggi
Megumi Noda (野田 恵?, Noda Megumi)
Doppiata da: Ayako Kawasumi
Megumi detta Nodame (のだめ? , dall'unione del cognome e l'inizio del nome: Noda Megumi) è una ragazza ventenne dall'aspetto comune estremamente pasticciona, disordinata e distratta che vive in un appartamento che gestisce in modo pietoso, sempre pieno di immondizia e robaccia buttata alla rinfusa. Nonostante tutto, però, è una persona buona che sogna di insegnare in un asilo, ha un grande talento musicale e suona il pianoforte con entusiasmo ed espressione, pur rischiando continuamente di sbagliare od improvvisare perché non suona leggendo la partitura, ma ad orecchio in maniera cantabile, cioè ritmicamente buona per ospitare la voce. Si innamora molto velocemente di Shin'ichi, a cui si lega in un rapporto di tipo quasi fraterno. Nodame ha un fare molto bizzarro: parla di sé in terza persona, usa espressioni strampalate e teatrali come «gyabo!» o «mukya!», ha poca cura della sua igiene personale come pure del suo vestiario e dà subito confidenza e fiducia a chiunque, anche se appena conosciuto. È una grande fan del manga immaginario "Puri-Gorota"
Shin'ichi Chiaki (千秋 真一?, Chiaki Shin'ichi)
Doppiato da: Tomokazu Seki
Shin'ichi ha ventuno anni ed è un ragazzo bello, elegante, bravo in tutto, amato dalle donne ed invidiato dagli uomini. Nato in una famiglia di musicofili, da bambino ha vissuto per anni nelle capitali europee della musica (e per questo conosce molte lingue), prima di arrivare in Giappone dove resta bloccato per via dell'aerofobia causatagli da un drammatico atterraggio d'emergenza con l'aereo. Studia molto per realizzare il suo sogno di diventare direttore d'orchestra e poter studiare con il suo mito, il maestro Sebastiano Vieira, ed è il miglior studente del conservatorio Momogaoka grazie al suo estremo perfezionismo che lo fa apparire molto arrogante agli altri; si appassiona però alla musica sgangherata ed emozionante della sua compagna di scuola e vicina di casa Nodame, ed instaura con lei una specie di relazione in cui lui sembra il padrone e lei il suo animale domestico da accudire, lavare e sfamare.

## Media

### Manga
Il manga, scritto e disegnato da Tomoko Ninomiya, è stato serializzato dal 10 luglio 2001 al 10 ottobre 2009 sulla rivista bisettimanale Kiss edita da Kōdansha. I vari capitoli sono stati raccolti in venticinque volumi tankōbon pubblicati dall'8 gennaio 2002 al 13 dicembre 2010. A partire de maggio 2008, la serializzazione è passata da bisettimanale a mensile a causa della gravidanza dell'autrice. Inoltre l'opera è andata in pausa nell'ottobre 2008 in seguito alla nascita del figlio e alla successiva diagnosi della sindrome del tunnel carpale di Ninomiya, in seguito è stata ripresa nel numero del 10 marzo 2009 con una programmazione irregolare a causa delle sue condizioni di salute. Nel giugno 2009 Nodame Cantabile è stato nuovamente interrotto quando Ninomiya è stata ricoverata in ospedale per appendicite acuta e ha ripreso la serializzazione nel numero del 25 luglio successivo. Nel luglio 2009, il quotidiano Asahi Shinbun riportò che il manga sarebbe terminato nella primavera del 2010, in coincidenza con l'uscita dell'ultimo film live action. Tuttavia, la serie si è conclusa anticipatamente con il capitolo 136 nel numero del 10 ottobre 2009 della testata Kiss.
Sulla copertina di ogni volume è raffigurata Nodame nell'atto di suonare uno strumento; gli ultimi due volumi (degli spin-off dedicati alla musica operistica) rompono questa consuetudine ed in copertina sono raffigurati Shin'ichi e Nodame che, rispettivamente, passeggiano per strada in abito da sera e sono vestiti in costume settecentesco.
A partire dalla fine del 2009, un sequel intitolato Nodame Cantabile - Encore Opera Chapter ha iniziato ad essere pubblicato sempre sulla rivista Kiss. Quest'ultimo è poi terminato nel settembre 2010. La numerazione dei volumi tankōbon segue subito dopo la serie originale, partendo dal volume 24 e concludendosi con il 25.
Il 25 febbraio 2016 nell'edizione di aprile 2016 di Kiss, Ninomiya ha pubblicato uno one-shot ambientato cinque anni dopo l'ultimo capitolo, è stato descritto come la conclusione finale della storia dei protagonisti Nodame e Chiaki.
Negli Stati Uniti d'America i diritti di pubblicazione del fumetto sono stati acquistati da Del Rey Manga che ha pubblicato i primi sedici volumi. Nel 2016 Kodansha USA ha annunciato di aver ottenuto i diritti della serie per la pubblicazione digitale, in Corea del Sud da Daewon C.I., in Thailandia da NED Comics, in Indonesia da Elex Media Komputindo e in Taiwan da Tong Li Comics.
In Italia la serie è stata annunciata a Lucca Comics & Games 2010 da Star Comics che l'ha pubblicata nella collana Up dal 2 settembre 2010 al 3 settembre 2012.

#### Origine
Tomoko Ninomiya ha basato il personaggio di Megumi Noda su una controparte omonima nella vita reale. Ninomiya ha appreso per la prima volta della vera Noda quando quest'ultima, all'epoca una studentessa di musica, ha pubblicato una fotografia della sua stanza disordinata su un sito web gestito da Ninomiya. Questo l'ha ispirata a iniziare una serie comica su una studentessa di musica sciatta. Ninomiya si è consultata con Noda sui dettagli musicali, sostenendo di aver ricevuto ispirazione da lei, e ringrazia Noda per i riconoscimenti di ogni volume tankōbon di Nodame Cantabile. Noda, attualmente insegnante di pianoforte a Fukuoka (la città natale della sua controparte immaginaria), ha composto la musica e ha scritto (con Ninomiya) il testo della Fart Song che Nodame suona nel primo episodio della serie anime, e ha incontrato Ninomiya quando nacque suo figlio.
Ninomiya ha anche basato il personaggio di James DePreist, il direttore musicale dell'immaginaria Roux-Marlet Orchestra in Paris, sulla sua controparte reale omonima. James DePreist è stato direttore permanente dell'Orchestra Sinfonica metropolitana di Tokyo e ha diretto la Nodame Orchestra, che ha composto la musica sia per il dorama live action che per gli adattamenti anime.

#### Volumi
| Nodame Cantabile (23 volumi)                       |                             |                        |                   |
| 1                                                  | 8 gennaio 2002              | ISBN 978-4-06-325968-1 | 2 settembre 2010  |
| 1                                                  | Capitoli - Capitoli 1-6     |                        |                   |
| 2                                                  | 9 aprile 2002               | ISBN 978-4-06-325982-7 | 1º ottobre 2010   |
| 2                                                  | Capitoli - Capitoli 7-12    |                        |                   |
| 3                                                  | 7 agosto 2002               | ISBN 978-4-06-325993-3 | 3 novembre 2010   |
| 3                                                  | Capitoli - Capitoli 13-18   |                        |                   |
| 4                                                  | 10 dicembre 2002            | ISBN 978-4-06-340411-1 | 2 dicembre 2010   |
| 4                                                  | Capitoli - Capitoli 19-23   |                        |                   |
| 5                                                  | 11 marzo 2003               | ISBN 978-4-06-340423-4 | 3 gennaio 2011    |
| 5                                                  | Capitoli - Capitoli 24-28   |                        |                   |
| 6                                                  | 11 marzo 2003               | ISBN 978-4-06-340438-8 | 2 febbraio 2011   |
| 6                                                  | Capitoli - Capitoli 29-34   |                        |                   |
| 7                                                  | 9 ottobre 2003              | ISBN 978-4-06-340451-7 | 2 marzo 2011      |
| 7                                                  | Capitoli - Capitoli 35-40   |                        |                   |
| 8                                                  | 12 marzo 2004               | ISBN 978-4-06-340476-0 | 1º aprile 2011    |
| 8                                                  | Capitoli - Capitoli 41-46   |                        |                   |
| 9                                                  | 11 giugno 2004              | ISBN 978-4-06-340488-3 | 2 maggio 2011     |
| 9                                                  | Capitoli - Capitoli 47-52   |                        |                   |
| 10                                                 | 13 settembre 2004           | ISBN 978-4-06-340505-7 | 1º giugno 2011    |
| 10                                                 | Capitoli - Capitoli 53-58   |                        |                   |
| 11                                                 | 13 gennaio 2005             | ISBN 978-4-06-340523-1 | 1º luglio 2011    |
| 11                                                 | Capitoli - Capitoli 59-64   |                        |                   |
| 12                                                 | 13 maggio 2005              | ISBN 978-4-06-340544-6 | 1º agosto 2011    |
| 12                                                 | Capitoli - Capitoli 65-70   |                        |                   |
| 13                                                 | 13 settembre 2005           | ISBN 978-4-06-340560-6 | 1º settembre 2011 |
| 13                                                 | Capitoli - Capitoli 71-76   |                        |                   |
| 14                                                 | 13 gennaio 2006             | ISBN 978-4-06-340575-0 | 3 ottobre 2011    |
| 14                                                 | Capitoli - Capitoli 77-82   |                        |                   |
| 15                                                 | 13 giugno 2006              | ISBN 978-4-06-340594-1 | 3 novembre 2011   |
| 15                                                 | Capitoli - Capitoli 83-88   |                        |                   |
| 16                                                 | 13 ottobre 2006             | ISBN 978-4-06-340613-9 | 1º dicembre 2011  |
| 16                                                 | Capitoli - Capitoli 89-94   |                        |                   |
| 17                                                 | 13 febbraio 2007            | ISBN 978-4-06-340632-0 | 3 gennaio 2012    |
| 17                                                 | Capitoli - Capitoli 95-100  |                        |                   |
| 18                                                 | 13 giugno 2007              | ISBN 978-4-06-340648-1 | 2 febbraio 2012   |
| 18                                                 | Capitoli - Capitoli 101-106 |                        |                   |
| 19                                                 | 13 novembre 2007            | ISBN 978-4-06-340673-3 | 1º marzo 2012     |
| 19                                                 | Capitoli - Capitoli 107-112 |                        |                   |
| 20                                                 | 13 marzo 2008               | ISBN 978-4-06-340691-7 | 2 aprile 2012     |
| 20                                                 | Capitoli - Capitoli 113-118 |                        |                   |
| 21                                                 | 11 agosto 2008              | ISBN 978-4-06-340712-9 | 2 maggio 2012     |
| 21                                                 | Capitoli - Capitoli 119-124 |                        |                   |
| 22                                                 | 10 agosto 2009              | ISBN 978-4-06-340749-5 | 1º giugno 2012    |
| 22                                                 | Capitoli - Capitoli 125-130 |                        |                   |
| 23                                                 | 27 novembre 2009            | ISBN 978-4-06-340773-0 | 3 luglio 2012     |
| 23                                                 | Capitoli - Capitoli 131-136 |                        |                   |
| Nodame Cantabile - Encore Opera Chapter (2 volumi) |                             |                        |                   |
| 24                                                 | 26 aprile 2010              | ISBN 978-4-06-358318-2 | 2 agosto 2012     |
| 24                                                 | Capitoli - Capitoli 137-143 |                        |                   |
| 25                                                 | 13 dicembre 2010            | ISBN 978-4-06-340826-3 | 3 settembre 2012  |
| 25                                                 | Capitoli - Capitoli 144-146 |                        |                   |

### Dorama
Nodame Cantabile è stato adatto come un dorama televisivo live action trasmesso in undici episodi dalla durata di un'ora l'uno dal 16 ottobre al 25 dicembre 2006 su Fuji TV; gli episodi coprono gli eventi narrati fino al volume 9 del manga. La serie è stata poi seguita da uno speciale televisivo sequel composto da due episodi dalla durata di due ore l'uno, intitolato Nodame Cantabile Shinshun Special in Europe, il quale adatta ulteriori eventi del manga originale dopo il trasferimento di Chiaki e Nodame nella città di Parigi; venne trasmesso sempre su Fuji TV rispettivamente il 4 e il 5 gennaio 2008. Entrambi gli adattamenti sono stati diretti da Hideki Takeuchi e la sceneggiatura è stata scritta da Rin Etou. Gli attori Hiroshi Tamaki e Juri Ueno hanno interpretato rispettivamente i ruoli dei protagonisti Shinichi Chiaki e Megumi "Nodame" Noda.
La direzione musicale è stata affidata a Daisuke Mogi mentre la musica originale è di Takayuki Hattori; inoltre in ogni episodio si possono udire diversi celebri brani della musica classica. La musica orchestrale è stata eseguita dalla Nodame Orchestra, composta da membri appositamente selezionati per il live action con il supporto professionale dell'Orchestra Sinfonica metropolitana di Tokyo. L'orchestra è stata diretta da James DePreist, direttore permanente, che in seguito avrebbe usato il proprio nome e la sua somiglianza nella trama di Nodame come direttore musicale dell'immaginaria Roux-Marlet Orchestra. La sigla iniziale sia del dorama che dello speciale è il primo movimento Andante Cantabile della Sinfonia n. 7 di Beethoven mentre quella di chiusura è Rapsodia in blu di Gershwin, entrambe eseguite dalla Nodame Orchestra diretta da Toshiaki Umeda.
Un episodio di PuriGorota: Uchū no yūjō daibōken (プリごろ太 宇宙の友情大冒険?), la serie anime immaginaria che Nodame guarda, è stato creato dallo studio J.C.Staff appositamente per il dorama. L'anime è stato scritto e diretto da Ken'ichi Kasai, il regista della prima stagione dell'adattamento anime di Nodame Cantabile. Alcuni spezzoni di PuriGorota sono stati mostrati durante l'episodio 4 del dorama di Nodame Cantabile, ed è stato pubblicato in versione completa come extra in un DVD della prima stagione della serie animata.
Il 4 maggio 2009 il dorama è stato trasmesso anche nelle Filippine su GMA Network. In Corea del Sud è andato in onda sul canale via cavo della MBC dove ha raggiunto un picco del 2%, un record notevole per un dorama andato in onda su una TV via a cavo straniera.
Un adattamento sudcoreano intitolato Naeil's Cantabile con Joo Won, Shim Eun-kyung e Park Bo-gum è andato in onda su KBS2 nel 2014.

### Film
Sono stati prodotti due film sequel del dorama live action, che mantengono lo stesso cast di attori. Il primo è uscito il 19 dicembre 2009, mentre il secondo è stato proiettato il 17 aprile 2010. Le riprese sono iniziate nel maggio 2009 e sono durate cinque mesi; inoltre quest'ultime comprendevano alcuni luoghi di Vienna.
In Giappone, Nodame Cantabile saishū gakushō - Zenpen ha incassato 4,1 miliardi di yen mentre Nodame Cantabile saishū gakushō - Kōhen è arrivato a 3,72 miliardi per un totale di 7,82 miliardi; entrambi sono risultati tra i primi dieci film nazionali con il maggior incasso del 2010. Nel 2011, la seconda pellicola ha incassato 86 192 740 dollari in tutto il mondo.

### Anime
Nodame Cantabile è stato adattato in una serie televisiva anime, prodotta da Fuji TV e animata dallo studio J.C.Staff. La serie è stata trasmessa su Fuji TV e le relative stazioni televisive associate all'interno del programma contenitore noitaminA dedicato all'animazione per un pubblico adulto. L'intero arco narrativo di Nodame Cantabile è stato organizzato in tre serie distinte e caratterizzate, nel passaggio da una all'altra, da un importante avvenimento nella trama. La prima stagione, intitolata semplicemente Nodame Cantabile, è stata trasmessa dall'11 gennaio al 28 giugno 2007 per un totale di 23 episodi, mentre la seconda stagione dal titolo Nodame Cantabile: Paris Chapter, è andata in onda dall'8 ottobre al 18 dicembre 2008 e si compone di 11 episodi. Entrambe le stagioni sono state anche successivamente mandate in onda in Giappone sulla rete televisiva satellitare Animax. La prima stagione è stata diretta da Ken'ichi Kasai (il regista dell'anime Honey and Clover) e la seconda da Chiaki Kon; entrambe le serie vedono i doppiatori Ayako Kawasumi e Tomokazu Seki rispettivamente nei panni di Megumi "Nodame" Noda e Shin'ichi Chiaki, ovvero i due protagonisti. Un episodio OAV è stato incluso nell'edizione limitata del volume 22 del manga uscito il 10 agosto 2009 in Giappone. Una terza e ultima stagione animata, chiamata Nodame Cantabile: Finale, è andata in onda dal gennaio 2010.
Il direttore musicale per entrambe le stagioni è stato Suguru Matsutani. Come per il dorama live action, in ogni episodio sono state presentati diversi brani appartenenti musica classica ed eseguiti dalla Nodame Orchestra. La sigla iniziale della prima stagione è Allegro Cantabile di Suemitsu & the Suemith mentre quella di chiusura sono: Konna ni chikaku de... (こんなに近くで...?) di Crystal Kay (ep. 1-12), Sagittarius di Suemitsu & the Suemith e la Nodame Orchestra (ep. 13-22) e Allegro Cantabile di Suemitsu & the Suemith (ep. 23). La sigla d'apertura della seconda stagione è Sky High dei Gospellers (dove la melodia è stata tratta dal terzo movimento Allegro scherzando presente nel concerto per pianoforte e orchestra n. 2 di Rachmaninov) e quella di chiusura è Tokyo et Paris (東京 et 巴里?) di Emiri Miyamoto×solita (con variazioni sul tema Boléro di Ravel). La sigla iniziale della stagione finale è Manazashi☆Daydream (まなざし☆デイドリーム?, Manazashi☆Deidorīmu) di Yū Sakai (con variazioni sul tema Jesus bleibet meine freude di Bach) mentre quella di chiusura è Kaze to oka no Ballade (風と丘のバラード?, Kaze to oka no Barādo) di Real Paradis e Nodame Orchestra.
Come è successo con sempre maggiore frequenza a partire dagli anni 2000, anche questa serie animata è stata realizzata con un mix di animazione tradizionale (disegni dei personaggi, sfondi, eccetera) e computer grafica (colorazione); in particolare, la CG è stata impiegata in Nodame Cantabile nell'animazione di tutti gli strumenti musicali (solo occasionalmente disegnati a mano) e delle dita che li suonano.
La prima stagione è stata raccolta in 8 DVD tra aprile e novembre 2007. Un cofanetto è stato messo in commercio nel febbraio 2008 con un ulteriore OAV di 15 minuti, che è ambientato tra gli episodi 8 e 9.
Il 6 febbraio 2009 la serie è stata distribuita per la prima volta in lingua inglese su Animax Asia attraverso le sue reti nel sud-est asiatico e nell'Asia meridionale, dove venne trasmessa con l'audio in lingua originale e sottotitolata in inglese; successivamente è andata in onda nella sua versione doppiata dal 12 giugno 2009.

### Videogiochi
Dalla serie sono stati tratti anche tre videogiochi musicali distribuiti esclusivamente in Giappone.
Il primo è Nodame Cantabile per Nintendo DS pubblicato il 19 aprile 2007 da Namco Bandai Games. Il secondo è omonimo del precedente ed è uscito per PlayStation 2 il 19 luglio 2007 ad opera di Banpresto. Il terzo è Nodame Cantabile: Dream Orchestra (のだめカンタービレ ドリーム☆オーケストラ?, Nodame Kantābire Dorīmu ☆ Ōkesutora) ed è stato reso disponibile per la console Wii il 27 dicembre 2007 da Namco Bandai Games.

## Accoglienza
Il manga ha vinto il Premio Kodansha per i manga nel 2004 come migliore shōjo ed è stato raccomandato dalla giuria sia al Japan Media Arts Festival del 2005 che a quello del 2008. È stato finalista per il Premio culturale Osamu Tezuka nel 2005 e nel 2006, ma in entrambi i casi non ha vinto. Nel 2006, la traduzione in inglese è stata nominata dalla New York Public Library come uno dei migliori libri per l'adolescenza. La serie ha venduto 2,8 milioni di copie nel 2008, diventando l'ottava serie manga più venduta in Giappone di quell'anno. Il volume 17 è stato il terzo manga più venduto nelle classifiche Oricon del 2007 mentre il numero 19, messo in vendita nel novembre 2007, nella sua prima settimana di uscita è stato il più venduto in tutto il Giappone, inoltre i volumi 20 e 21 sono stati rispettivamente il sesto e il settimo manga più venduti nelle classifiche Oricon del 2008, vendendo 1,2 milioni di copie ciascuno. Secondo un sondaggio Oricon su uomini e donne di età compresa tra 10 e 40 anni, Nodame Cantabile è stata la seconda serie di manga "più interessante" pubblicata nel 2008. La serie e gli album musicali associati sono accreditati con l'aumento delle vendite di musica classica in Giappone. Nel complesso, la serie è un best seller in Giappone, avendo venduto oltre 37 milioni di copie a marzo 2015.
La traduzione inglese di Nodame Cantabile è stata elogiata per i suoi personaggi eccentrici e interessanti, il senso dell'umorismo ed i disegni puliti. Dirk Deppey di The Comics Journal ha elogiato la narrazione di Ninomiya, dicendo che "ha un solido senso di quando accentuare gli alti e i bassi con la giusta nota, e capisce che si può farlo solamente non colpendo tali note molto spesso", risultando in "una soap opera sobria" con "un'esperienza di narrazione fluida e piacevole". I recensori hanno definito lo sviluppo dei personaggi creati da Ninomiya come sottile, mentre notano che le interazioni dei personaggi sono gli elementi che guidano la storia, e che "ogni personaggio ha un effetto reale e duraturo sugli altri". Inoltre i recensori citano anche la capacità di Ninomiya di rappresentare "scene di persone che suonano musica che nessuno può sentire" e il suo senso dell'umorismo come fattori di fascino della serie. Ninomiya è stata criticata per non aver gestito bene le transizioni tra le trame, per aver talvolta lasciato che i personaggi facessero deragliare la storia, e per lo stile di disegno e gli sfondi che a volte sono troppo chiari. Matt Thorn ha criticato la traduzione inglese per le imprecisioni di tono.
Roberto Addari di MangaForever recensì il primo volume del manga trovando il numero d'esordio più che positivo, grazie anche ai numerosi siparietti comici tra i personaggi che rendevano la lettura molto piacevole e leggera; le parti prettamente musicali non erano per nulla pesanti pur essendo tecniche. L'attenzione ricadeva principalmente sui protagonisti, che Addari definì ben caratterizzati e capaci di accattivarsi le simpatie dei lettori con poco sforzo, Nodame in particolare. Lo stesso Addari lo ha considerato un lavoro convincente, sia dal punto dello sviluppo di una storia futura di ampio respiro sia di quello della crescita dei personaggi che lasciavano intravedere ottime potenzialità. Il recensore vide il tratto di Ninomiya come uno di quelli che non poteva essere definito né alla moda né dei più curati, le tavole erano spesso spoglie e gli sfondi semplici, a tutto vantaggio della mimica dei personaggi che era il punto di forza della mangaka. Enrica Continenza di tuttoteK affermò che l'autrice non si approcciava al disegno come normalmente facevano gli altri autori, soprattutto a tema josei, non creava scenari d'impatto né tantomeno cornici, inoltre i personaggi e gli sfondi erano poco dettagliati. Nonostante ciò, ogni personaggio aveva una propria caratteristica riconoscibile e facilmente memorizzabile dal lettore. Inoltre, il tratto di Ninomiya era molto semplici e quasi infantile, e per questo non a tutti poteva piacere, ma era pertinente con la storia che voleva raccontare. Un redattore di Otaku's Journal lo definì "un viaggio tra emozioni e musicalità".
Il dorama live-action ha ricevuto nel 2007 i Japanese Drama Academy Awards per il miglior dramma, la migliore attrice protagonista (Juri Ueno), la migliore regia (Hideki Takeuchi), la migliore musica (Takayuki Hattori) e la migliore canzone del titolo; il dorama è stato anche riconosciuto all'estero come migliore miniserie al 2º Festival di arte drammatica di Seoul. Juri Ueno è stata anche nominata miglior esordiente agli Élan d'or Awards per la sua interpretazione, e l'anno successivo è stata nominata migliore attrice all'International Drama Festival ai Tokyo Awards per aver ripreso il ruolo di Nodame nello speciale televisivo. Lo speciale di Capodanno in Europa ha ricevuto una valutazione familiare media del 20,3% e del 21,0% per le due notti in cui è stato trasmesso in Giappone, rendendolo tra gli episodi drammatici più votati della settimana. Il primo album della colonna sonora del dorama, Nodame Orchestra LIVE!, ha raggiunto il settimo posto nella classifica degli album di Oricon, battendo il record per l'album di musica classica con il punteggio più alto.
Il primo episodio della serie anime ha battuto il record di ascolti di pubblico per la sua fascia oraria. Il primo volume DVD ha debuttato al terzo posto della classifica Oricon degli anime la settimana in cui è stato messo in vendita.
Sebbene l'anime non sia stato concesso in licenza nei Paesi di lingua inglese, è stato comunque notato dai recensori locali, che hanno elogiato lo sviluppo dei personaggi e la chimica, l'equilibrio tra dramma e commedia, il doppiaggio e soprattutto la musica, sia le performance che il modo in cui è stata presentata. I critici si sono lamentati del fatto che il design visivo di alcuni personaggi secondari fosse troppo simile.
Stefano Di Bernardo di iCrewPlay recensì la serie animata inserendola in uno di quei casi in cui la trasposizione di un manga superava di gran lunga l'opera originale. Se ciò era vero in generale per tutti gli anime musicali, lo era in particolar modo in questo caso specifico perché buona parte della trama si concentrava sull'esecuzione di un brano piuttosto che sul brano stesso. L'esecuzione era quello che rendeva ogni musicista diverso dall'altro, che esprimeva la propria individualità. Migliorare la propria esecuzione era ciò che ossessionava un po' tutti i personaggi di Nodame Cantabile. L'esecuzione assolutamente unica di Nodame è anche la caratteristica che le permette di farsi notare da Shin'ichi e che innamorare quest'ultimo di lei. In conclusione trovò che Nodame Cantabile era un'opera che immergeva i suoi spettatori nel mondo dell'amore, della musica classica e dell'amore per quest'ultima. Lo faceva scegliendo di focalizzarsi sia sui musicisti talentuosi dalla grande ambizione, sia su quelli meno abili ma spinti da una passione altrettanto grande. Lo faceva impiegando un tono leggero, da commedia, per illuminare anche i momenti più difficili che i personaggi devono affrontare. Di Bernardo affermò "guardalo e sarà impossibile non innamorarti di Nodame e del suo modo di suonare così cantabile".
Nel 2006, un bar basato su Nodame Cantabile ha aperto a Harajuku, un quartiere di Tokyo, che presentava musica dal vivo tratta dal dorama live-action e il set della serie.
In un sondaggio condotto nel 2018 dal sito web Goo Ranking, gli utenti giapponesi hanno votato i loro anime preferiti usciti nel 2008 e Nodame Cantabile è arrivato al nono posto con 150 voti.
Nel sondaggio Manga Sōsenkyo 2021 indetto da TV Asahi, 150 000 persone hanno votato la loro top 100 delle serie manga e Nodame Cantabile si è classificata al 59º posto.